# 高山璃奈
高山 璃奈（たかやま りな、1992年9月10日 - ）は、日本の女優、タレント、歌手である。埼玉県出身。フェリス女学院大学卒業。

## 来歴・人物
- 埼玉県出身。幼少期は福岡県に住んでいた。
- 好きなアーティストは松田聖子。小学生の頃から毎年ライブに行っている。夢は、一緒にフレンチを食べに行くこと。
- 過去にアミューズ、ソニー・ミュージックアーティスツに所属していた。
- ヘルシー&ビューティーフードアドバイザー2級、話しことば検定2級、スキンケアアドバイザーの資格を取得している。
- 笑いのツボが浅く、よく笑う。
- 日課は逆立ちとスクワット。
- 好きな食べ物はからあげ。大学では「からあげ研究会」に所属していた。
- 趣味は料理、空想、片付け、ダンス、歌うこと、作詞、ものまね、ポイント集め、物件探し。特技はウインク、おつりや値引きの計算。
- 子どもが好きで、小さい頃の夢は歌のお姉さんになることだった。
- 2014年発売のファーストシングル「がんばりーな」に収録されている「My Treasure」、「Good Luck」、CD未収録の楽曲「いつもいつまでも」では作詞も担当している。

## 出演

### テレビドラマ
- 虹のかなた（2004年、MBS）
- 湘南少女 episode2〜大人と少女のあいだ〜（2011年、J:COM） - 主演・前田由衣 役
- 私が恋愛できない理由（2011年、フジテレビ系） - ゆり 役
- 警視庁捜査一課9係 SEASON7（2012年、テレビ朝日） - 青田ほのか 役
- 東京撫子〜教育係り〜（2015年、テレビ東京）
- 青春探偵ハルヤ〜大人の悪を許さない！〜（2015年、読売テレビ） - 春香 役

### 映画
- 炎〜HOMURA〜（公開未定）
- レンタルファミリア（2018年） - 宗方怜奈 役

### 舞台
- ミュージカル「長靴下のピッピ」（2004年、世田谷パブリックシアター） - アンニカ 役
- 企画演劇集団ボクラ団義「ゴーストライダーズ!!」（2014年）
- 企画演劇集団ボクラ団義「耳があるなら蒼に聞け〜龍馬と十四人の志士〜」（2014年6月25日 - 7月6日、中野ザ・ポケット）
- レピとクレヨン（2014年、新宿シアターモリエール） - 主演・レピ 役
- CLIMAX（2015年） - 主演
- TERMINAL（2016年）
- ソウサイノチチル（2017年）
- エレベーターガール（2017年）

### CM
- 西部ガス（2000年）
- 三洋ペイント（2001年）
- バンダイ ふたりはプリキュア（2005年）
- アフラック（2005年）
- 明光義塾（2006年）
- リクルート FromA（2011年）

### 情報番組
- ZIP!（2013年4月1日 - 2014年3月26日、日本テレビ） - レギュラー。 「先出しSHOW BIZ」「チューモーク！」「マスカレッジ」のアシスタントを担当
- あらぶんちょ!（2016年6月 - 、東京ケーブルネットワーク） - レギュラー

### バラエティ番組
- 出没！アド街ック天国（テレビ東京）
- GARIGARIくりぃむ（2012年、テレビ朝日）
- AKIBAだんじょん!（2016年、TOKYO MX） - MC
- キラキラKITCHEN（2016年、TOKYO MX） - リナ 役

### ラジオ
- 高山璃奈 がんばりーな（2015年10月 -　2020年3月、2020年6月の第4火曜日 20:00〜21:00 、レインボータウンFM）

### カレンダー
- りなの冒険（2012年）
- 鏡のなかのりな（2012年）

### CD
- Ganbari-na（がんばりーな）収録曲：My Treasure、Fly、Good Luck
- 高山璃奈 - EP（2018年10月6日）（配信）収録曲：未来ハジマル、welcome to my party、君の涙、restart

### 雑誌
- ちゃお（2004年、小学館）
- ChuChu（小学館）